# E・Z・O (アルバム)
『E・Z・O』は、日本のヘヴィメタル・バンドE・Z・Oが1987年に発表したスタジオ・アルバム。E・Z・Oと改名してからは初のアルバムで、前身のFLATBACKER時代も含めると3作目となる。日本盤は、FLATBACKER時代から所属していたビクター音楽産業内のレーベルInvitationから発表された。また、ゲフィン・レコードからアメリカ盤が発売されて、バンドはアメリカでメジャー・デビューを果たした。
キッスのジーン・シモンズと、キム・カーンズ、ジェームス・テイラー、リンダ・ロンシュタットなどの作品で知られるプロデューサー/エンジニアのヴァル・ギャレイによる共同プロデュース。作詞・作曲には、ブラック・アンド・ブルーのメンバーであるジェイミー・セント・ジェイムズや、ハウス・オブ・ローズのメンバーであるジェイムズ・クリスチャンも参加した。
ボーカリストの山田雅樹は、E・Z・O解散後LOUDNESSに加入してからも本作収録曲「HOUSE OF 1,000 PLEASURES」を歌っており、LOUDNESSのライヴ・アルバム『ONCE AND FOR ALL』（1994年）にも同曲が収録された。

## 反響・評価
本作はオリコンLPチャートでトップ10入りを果たし、アメリカのBillboard 200にもチャート・インした。音楽評論家のジョン・ブックは、allmusic.comにおいて本作に5点満点中4.5点を与え、「激しい演奏と荒々しいボーカルで、同国のLOUDNESSをも超えた」と評している。

## 収録曲
1. HOUSE OF 1,000 PLEASURES (E・Z・O, Jaime St. James) - 5:10
2. FLASHBACK HEART ATTACK (James Christian, Susan Deicicchi) - 4:07
3. MR. MIDNIGHT (Shoyo Iida, J. St. James) - 4:22
4. HERE IT COMES (Taro Takahashi, Adam Mitchell) - 3:15
5. I WALK ALONE (T. Takahashi, A. Mitchell) - 3:36
6. DESTROYER (T. Takahashi, A. Mitchell, Jody Gray, Mark Brotter) - 4:27
7. BIG CHANGES (Brock Walsh) - 3:52
8. KISS OF FIRE (E・Z・O, A. Mitchell) - 3:26
9. DESIREE (S. Iida, A. Mitchell) - 3:31

## 参加ミュージシャン
- 山田雅樹 - ボーカル
- 飯田昌洋- ギター
- 高橋太郎- ベース
- 本間大嗣 - ドラムス